# Fuerza Árabe de Disuasión
La Fuerza Árabe de Disuasión (FAD; en árabe: قوات الردع العربية‎) fue un ejército creado en 1976 por la Liga Árabe para intervenir en la guerra civil libanesa y resguardar la seguridad de ese país tras ella. Estaba formada principalmente por soldados sirios, pero incluía también militares saudíes, sudaneses, suryemeníes y de los Emiratos Árabes Unidos. Su creación fue acordada en las cumbres árabes de Riad y El Cairo en noviembre de 1976.
El cuerpo armado fue disuelto en marzo de 1983 por el presidente libanés Amin Gemayel, pasando sus cuarteles y edificios al Ejército de Líbano.

## Historia
Hacia 1976, la guerra civil en Líbano recrudecía, con enfrentamientos entre grupos nacionalistas, derechistas y cristianos contra palestinos e izquierdistas. Ante esta situación, el gobierno nacional pidió la intervención de la Liga Árabe para controlar el conflicto. La respuesta fue la Fuerza Árabe de Disuasión, un importante contingente militar compuesto por unos 30.000 soldados (en su mayoría sirios) que llegó a Líbano a finales de 1976, como se había acordado en cumbres árabes anteriores. Terminó apoyando al gobierno cristiano del país, y tuvo un cierto éxito en la normalización de la situación.